# Ice Cream 1
Ice Cream 1 – ou simplement Ice Cream – est un tableau réalisé par la peintre belge Evelyne Axell en 1964. D'un format vertical presque carré, cette huile sur toile est un portrait en buste d'une jeune femme dégustant de la crème glacée en cornet. Si son visage et sa main sont représentés en détail, ils le sont en grisaille, alors qu'à l'inverse le reste de la composition présente des couleurs très vives, mais se résume à de grands aplats qui ne permettent pas de distinguer son corps du fond. Seules sont identifiables sa chevelure d'un rouge orangé ainsi que les deux boules qu'elle lèche avec un plaisir suggestif, la verte sans doute à la menthe et la rose sûrement à la fraise. Cette œuvre pop art est conservée dans une collection privée. 